# 職業訓練指導員 (建築物衛生管理科)
職業訓練指導員 (建築物衛生管理科)（しょくぎょうくんれんしどういん けんちくぶつえいせいかんりか）は、職業訓練指導員免許のうちの1つ。厚生労働省管轄。

## 受験資格
職業訓練指導員免許の受験資格と試験免除を参照。
建築物環境衛生管理技術者の保有者は実務経験不要で、「系基礎学科」、「専攻学科」の各試験が免除され、「指導方法」の学科試験と「実技」のみでよい。

## 試験科目
学科試験
1. 指導方法（職業訓練原理、教科指導法、訓練生の心理、生活指導及び職業訓練関係法規）
2. 関連学科

- 建築物（建築物、建築管理）
- 建築物衛生一般（建築物の汚れの種類及び性質、建築物用材料の種類及び性質）
- 安全衛生（安全管理、衛生管理）
- 室内環境（室内環境衛生、室内環境管理、環境測定法）
- 建築物衛生管理（清掃法、汚れの防止法、害虫等駆除法、廃棄物処理法、給水及び排水の管理、清掃用材料、清掃用機器、作業環境、関係法規）

実技試験
1. 建築物清掃
2. 室内環境測定

## 対象職業訓練科目
- ビルクリーニング科